# Vitrinella
Vitrinella är ett släkte av snäckor. Vitrinella ingår i familjen Vitrinellidae.

## Dottertaxa tillVitrinella, i alfabetisk ordning[1]
- Vitrinella alaskensis
- Vitrinella berryi
- Vitrinella bicaudata
- Vitrinella blakei
- Vitrinella carinata
- Vitrinella carnifex
- Vitrinella cerion
- Vitrinella columbiana
- Vitrinella diaphana
- Vitrinella elegans
- Vitrinella eshnaurae
- Vitrinella filifera
- Vitrinella floridana
- Vitrinella georgiana
- Vitrinella helicoidea
- Vitrinella hemphilli
- Vitrinella lucasana
- Vitrinella massarita
- Vitrinella multistriata
- Vitrinella oldroydi
- Vitrinella praecox
- Vitrinella rhyssa
- Vitrinella smithi
- Vitrinella stearnsi
- Vitrinella terminalis
- Vitrinella texana
- Vitrinella thomasi
- Vitrinella tiburonensis
- Vitrinella tryoni
- Vitrinella williamsoni